# Coelioxys beroni
Coelioxys beroni är en biart som beskrevs av Carlos Schrottky 1902. Coelioxys beroni ingår i släktet kägelbin, och familjen buksamlarbin. Inga underarter finns listade i Catalogue of Life.